# NGC 4909
NGC 4909 est une galaxie spirale située dans la constellation du Centaure. Sa vitesse par rapport au fond diffus cosmologique est de 3 633 ± 21 km/s, ce qui correspond à une distance de Hubble de 53,6 ± 3,8 Mpc (∼175 millions d'al). NGC 4909 a été découverte par l'astronome britannique John Herschel en 1834.
NGC 4909 a été utilisée par Gérard de Vaucouleurs comme une galaxie de type morphologique (R')SA(l)a dans son atlas des galaxies,.
NGC 4909 présente une large raie HI.
À ce jour, une mesure non basée sur le décalage vers le rouge (redshift) donne une distance d'environ 48,800 Mpc (∼159 millions d'al). Cette valeur est tout juste à l'extérieur des valeurs de la distance de Hubble. Notons cependant que c'est avec la valeur moyenne des mesures indépendantes, lorsqu'elles existent, que la base de données NASA/IPAC calcule le diamètre d'une galaxie et qu'en conséquence le diamètre de NGC 4909 pourrait être d'environ 40,7 kpc (∼133 000 al) si on utilisait la distance de Hubble pour le calculer.